# Critola
 (juillet 2020).
Critola (en grec ancien Κρίτολα) était une noble cyrénéenne et membre de la dynastie des Battiades.

## Biographie
Les sources littéraires en disent peu sur Critola. Selon Plutarque, l'unique source antique à son sujet, Critola était la sœur de Battos II, roi de Cyrène. Réputée pour sa grande dignité, elle était très respectée de tous les citoyens de Cyrène.
Si Critola assista au renversement d'Arcésilas II par Léarkhos, il ne semble pas qu'elle chercha à s'opposer à lui : dans le récit de Plutarque, seuls les enfants de Critola, Eryxô et Polyarchus, complotèrent pour éliminer l'usurpateur. Léarkhos assassiné, le petit-fils de Critola, Battos III, fut proclamé roi. Cependant, des soldats égyptiens stationnés à Cyrène informèrent Ahmôsis II de la mort de Léarkhos. Le Pharaon, furieux, prépara une expédition punitive contre la cité. C'est ici que fait irruption sur la scène politique le personnage de Critola. Malgré son grand âge, mais jouissant d'une grande considération en tant que sœur de Battos II, elle accompagna l'ambassade d'Eryxô et de Polyarchus auprès du Pharaon pour faire approuver leur conduite. La mission diplomatique fut couronnée de succès, notamment en raison de la sagesse et du courage d'Eryxô : les membres de l'ambassade retournèrent à Cyrène comblés d'honneurs et de présents.

## Famille

### Mariage et enfants
De son mariage avec un membre de l'aristocratie de Cyrène naissent : 
- Polyarchus.
- Deux fils inconnus[N 1].
- Eryxô.

Critola était la tante paternelle et la belle-mère du roi de Cyrène Arcésilas II.